# Petroica
Petroica es un género de aves paseriformes de la familia Petroicidae, que incluye a unas diez especies que se distribuyen por Australasia y Polinesia.

## Especies
Tiene descritas entre diez y doce especies:
- Petroica roquera (Petroica archboldi) Rand, 1940 - Montañas de Nueva Guinea.
- Petroica neozelandesa (Petroica australis) (Sparrman, 1788) - Nueva Zelanda.
  - Petroica (australis) longipes (Lesson & Garnot, 1827) - Isla Norte. En ocasiones considerada una especie aparte.[4]
- Petroica montañesa (Petroica bivittata) De Vis, 1897 - Montañas de Nueva Guinea.
- Petroica frentirroja (Petroica goodenovii) (Vigors & Horsfield, 1827) - Centro y sur de Australia.
- Petroica carbonera (Petroica macrocephala) (Gmelin, 1789) - Nueva Zelanda e islas cercanas.
- Petroica de la Norfolk (Petroica multicolor) (Gmelin, 1789) - Islas Salomón, Vanuatu, Fiyi, otras islas del Pacífico, y Australia.
  - Petroica (multicolor) boodang (Lesson, 1837) - Centro y sur de Australia, y Tasmania. En ocasiones considerada una especie aparte.[1]
- Petroica flamígera (Petroica phoenicea) Gould, 1837 - Sureste de Australia.
- Petroica encarnada (Petroica rodinogaster) (Drapiez, 1819) - Sureste de Australia y Tasmania.
- Petroica rosada (Petroica rosea) Gould, 1840 - Sureste de Australia.
- Petroica de las Chatham (Petroica traversi) (Buller, 1872) - Islas Chatham.